# Minh Tuyên Tông
Minh Tuyên Tông (chữ Hán: 明宣宗, 25 tháng 2, 1398 – 31 tháng 1, 1435), là vị Hoàng đế thứ năm của triều đại nhà Minh trong lịch sử Trung Quốc. Ông trị vì từ năm 1425 đến 1435, tổng cộng 10 năm. Trong suốt thời đại của mình, ông chỉ dùng 1 niên hiệu là Tuyên Đức (宣德), nên sử gia thường gọi ông là Tuyên Đức Đế (宣德帝), hiệu là Trường Xuân Chân Nhân.Trong 10 năm trị vì, ông thể hiện là một vị hoàng đế đức hạnh tài năng, được các nhà sử gia đời sau gọi là “Nhân Tuyên chi trị”, nổi tiếng là vị quân vương giữ nước giữ thành, một nhân vật được đánh giá rất cao trong lịch sử Trung Hoa; ngoài ra ông còn rất nổi danh là vị hoàng đế kiêm nghệ thuật gia.
Ông kế vị và ở ngôi trong một thời kì thịnh trị của Đại Minh. Thời đại của ông và cha ông, Minh Nhân Tông Hồng Hi Hoàng đế được sử gia đời sau xưng tụng là Nhân Tuyên chi trị (仁宣之治).

## Thời trẻ
Tuyên Đức Hoàng đế có tên thật là Chu Chiêm Cơ (朱瞻基), sinh ngày 25 tháng 2 năm 1398 tại Bắc Bình (Bắc Kinh sau này). Ông là đích trưởng tử của Minh Nhân Tông Hồng Hi Hoàng đế, mẹ là Thành Hiếu Chiêu Hoàng hậu Trương thị, người Hà Nam, con gái của đại thần Trương Kỳ (张麒). Ngay từ khi còn nhỏ, Tuyên Đức Đế rất say mê thơ phú và văn học.
Năm 1417, dưới thời ông nội Minh Thành Tổ Vĩnh Lạc Hoàng đế, Chu Chiêm Cơ được tấn phong Hoàng thái tôn (皇太孫). Đến khi Nhân Tông Hồng Hi Đế lên ngôi vào ngày 7 tháng 9 năm 1424, ông trở thành Hoàng thái tử.
Năm 1425, ngày 29 tháng 5, Nhân Tông Hồng Hi Hoàng đế băng hà, thái tử Chu Chiêm Cơ kế vị. Bất chấp việc thân phụ của mình từng muốn dời đô trở lại Nam Kinh, ông quyết định vẫn chọn Bắc Kinh làm kinh đô cho đất nước Trung Hoa.

## Trị vì

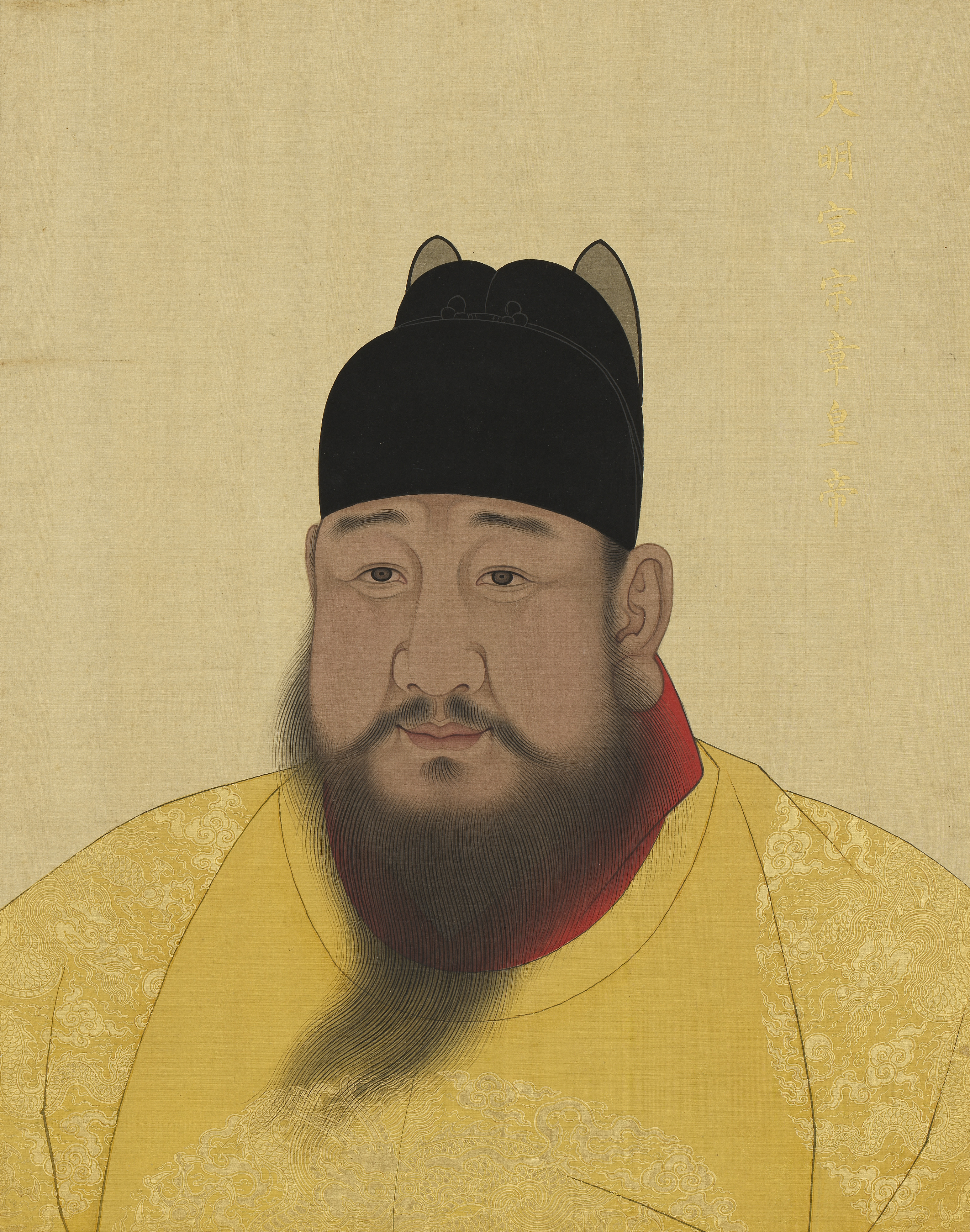
Minh Tuyên Tông Tuyên Đức Hoàng đế Chu Chiêm Cơ

Năm 1426, tháng 8, chú ông là Hán vương Chu Cao Húc (朱高煦) làm loạn. Hán vương vốn là người con trai được Minh Thành Tổ Vĩnh Lạc Hoàng đế yêu quý do có công cứu giá; nhưng do bất chấp quân pháp nên năm 1417 đã bị đày tới một thái ấp nhỏ ở Lạc An (Quảng Nhiêu, Sơn Đông). Khi Chu Cao Húc làm loạn, Tuyên Tông Hoàng đế đã đem 20.000 quân tấn công ông ta tại Lạc An. Chu Cao Húc bị phế làm thứ nhân và chết do bị tra tấn. Sáu trăm quan lại theo Hán vương cũng bị tử hình và 2.200 người khác bị lưu đày.
Minh Tuyên Tông trong thời gian trị vì đất nước đã ra sức chấn chỉnh thể chế cai trị, bãi miễn những quan chức “tham nhũng, phóng túng”, “không theo chế độ”, “già yếu bệnh tật”, đồng thời thực hiện các biện pháp tinh giản, dư thừa để chấn hưng nhà nước. Về việc làm, số lượng quan lại có hạn, việc thực hiện các khuyến nghị, mặc định. Tuyên Tông còn thực hiện một số biện pháp để giảm bớt khó khăn của người dân, chẳng hạn như giảm và miễn thuế, tiếp tục người tị nạn, cứu trợ thiên tai và nạn đói.
Vào năm Tuyên Đức thứ nhất (1426), Minh Tuyên Tông ra lệnh thành lập nội trường dạy học cho hoạn quan đọc sách. Tuy nhiên, mặc dù hệ thống nữ quan do Minh Thái Tổ dày công hoạch định đã bị tổn hại đôi chút từ thời tổ tiên nhưng nó vẫn phát huy vai trò của mình trong việc ngăn chặn cái ác của hoạn quan vào thời điểm này. Tuy nhiên, Tuyên Tông ra lệnh dạy cho các hoạn quan đọc sách, và vô tình mở ra cho hoạn quan nhà Minh can thiệp vào chính trị. Tiền thân, đặc biệt là sau thời Minh Thần Tông, đã khiến một số lượng lớn người dân nghèo khó ở khu vực phía bắc Thượng Quan đến tìm việc làm của triều đình. Trong 71 năm từ Vạn Lịch đến Sùng Trinh (1573-1644), có tới 30.000 hoạn quan vào cung đình. Thái giám trở thành một trong những nguyên nhân khiến nhà Minh sụp đổ, đồng thời cũng là đối tượng bị các thế hệ sau chỉ trích nặng nề nhất. Tuy nhiên, so với nhà Đường, vị hoàng đế chuyên chế của nhà Minh đã ngăn chặn việc hoàng đế bị hoạn quan kiểm soát trong nhà Minh, nói chung, hoàng đế chỉ sử dụng hoạn quan để giải quyết công việc của chính phủ và hạn chế quyền lực của các quan đại thần. Về vấn đề hoạn quan, vào đầu thời nhà Minh, hoạn quan hầu hết cống nạp từ các nước chư hầu hoặc bị dìm hàng vào các gia đình tội phạm ở nhiều nơi, trong giao tiếp ngôn ngữ có vấn đề lớn, phải giải quyết các từ khác nhau trong cùng một văn bản.
Năm Tuyên Đức thứ 3 (1428) đã  xây dựng các thành trì Vĩnh Ninh và Long Khánh để chống quân Mông Cổ quấy nhiễu.
Năm 1430, Tuyên Đức Hoàng đế ra sắc lệnh giảm thuế trên tất cả các loại ruộng đất và gửi các quan lại đi kinh lý để sắp xếp lại công việc hành chính tại các tỉnh, thực hiện chính sách kiểm soát dân sự đối với quân sự. Họ đã cố gắng để loại bỏ những điều trái với quy tắc và sự tham nhũng của những người thu thuế. Tuyên Đức Đế cũng thường ra lệnh xử lại các vụ án để cho phép hàng ngàn người dân vô tội có thể được giải phóng.
Minh Tuyên Tông trị vì trong mười năm, tập trung vào việc cai quản nội chính. Để yên quân và hỗ trợ dân chúng, Tuyên Tông đã thay đổi chính sách thập tự chinh trong thời kỳ Vĩnh Lạc và chủ động rút quân giao hảo với các bộ lạc Mông Cổ

## Rút lui khỏi Đại Việt
Tuyên Tông cũng là người hay tham khảo ý kiến các đại thần như Dương Sĩ Kì, Dương Vinh. Ông cũng là người chủ trương rút quân khỏi Giao Chỉ, do khi đó quân Minh liên tục bị Lê Lợi và nghĩa quân Lam Sơn đánh bại, với việc sửa đổi chính sách thảo phạt của thời kỳ Vĩnh Lạc thành chính sách hưu binh dưỡng dân, nhưng một số các đại thần của ông không đồng ý. Năm 1426, sau nhiều thất bại lớn ở Giao Chỉ mà đỉnh điểm là trận Tốt Động – Chúc Động, tổng binh Thành Sơn hầu Vương Thông gửi thư xin Tuyên Tông cấp viện binh. Tuyên Tông sai An Viễn hầu Liễu Thăng, Kiềm quốc công Mộc Thạnh đem 2 đạo viện quân sang cứu trợ. Chúa Lam Sơn là Lê Lợi sai Lê Sát, Lưu Nhân Chú đánh bại và giết Liễu Thăng trong trận Chi Lăng – Xương Giang, Trịnh Khả và Phạm Văn Xảo phá tan quân Mộc Thạnh ở ải Lê Hoa. Nhiều tướng cấp cao của Minh như Lý Khánh, Lương Minh, Thôi Tụ cũng chết cùng với khoảng 70.000 quân. Không đợi lệnh Minh Tuyên Tông, Vương Thông rút quân khỏi quận Giao Chỉ và Tuyên Tông buộc phải công nhận quyền độc lập của người Việt.

## Ngoại giao
Năm 1428, Tuyên Tông đã ban cho vua Shō Hashi của Vương quốc Trung Sơn tên gia đình là Thượng (尚, Shō trong tiếng Nhật), ban cho ông tước hiệu là Lưu Cầu vương (琉球王, Jap: Ryūkyū-, Vua của Ryūkyū), và tặng ông một viên thuốc sơn mài màu đỏ với Trung Sơn (中山, Chūzan trong tiếng Nhật) được ghi bằng vàng, sau đó được đặt trên cổng Chūzonmon gần lâu đài Shurijo.
Tại phía Bắc, Tuyên Tông đã đi tuần thú biên giới với 3.000 kị binh vào năm 1428 và đã tiễu phạt các nhóm cướp cướp bóc từ Bộ lạc Uriyangkhad của Mông Cổ. Người Hán cho phép những người Mông Cổ miền đông theo Arughtai đánh nhau với các bộ lạc Oirat của Toghon ở phía tây. Bắc Kinh hàng năm nhận ngựa từ Arughtai; nhưng ông ta đã bị người Oirat đánh bại vào năm 1431 và bị giết năm 1434 khi Toghon chiếm được miền Đông Mông Cổ. Triều đình nhà Minh sau đó duy trì quan hệ hữu hảo với người Oirat. Quan hệ ngoại giao với Nhật Bản cũng được cải thiện vào năm 1432. Các quan hệ với Triều Tiên cũng tốt, ngoại trừ việc họ không đồng ý với việc phải gửi các thiếu nữ đồng trinh để sung vào hậu cung nhà Minh. Tuyên Đức Hoàng đế cũng cho phép Trịnh Hòa thực hiện thêm một chuyến đi biển nữa; nhưng những chuyến viễn thám hàng hải đó đã kết thúc vào năm 1434.
Hội đồng cơ mật gồm các Thái giám đã tăng cường củng cố quyền lực tập trung hóa bằng cách kiểm soát chính sách bí mật, và ảnh hưởng của họ còn tiếp tục gia tăng.
Năm 1428, một viên ngự sử khét tiếng là Lưu Quan đã bị xử tội đày đi khổ sai và được thay thế bằng Cố Tá, một người liêm khiết đã bãi nhiệm 43 thành viên của các đô sát viện Bắc Kinh và Nam Kinh vì bất tài. Một số quan lại làm trong các đô sát viện bị hạ cấp, bỏ tù hay đi đày, nhưng không có ai bị xử tử. Những người thay thế phải trải qua thời gian thử thách do các đô sát viện thực hiện việc kiểm tra toàn bộ thể chế hành chính của nhà Minh, bao gồm cả trong quân đội. Cùng năm, Tuyên Đức Đế đã cải cách các quy tắc quản lý chế độ cưỡng bách quân dịch, chế độ xử lý những kẻ đào tẩu. Quân đội mang tính cha truyền con nối vẫn tiếp tục tỏ ra là không hiệu quả với tinh thần bạc nhược. Các bất công lớn trong gánh nặng thuế má đã làm cho phần lớn nông dân phải bỏ trang trại ra đi trong vòng 40 năm trước đó.

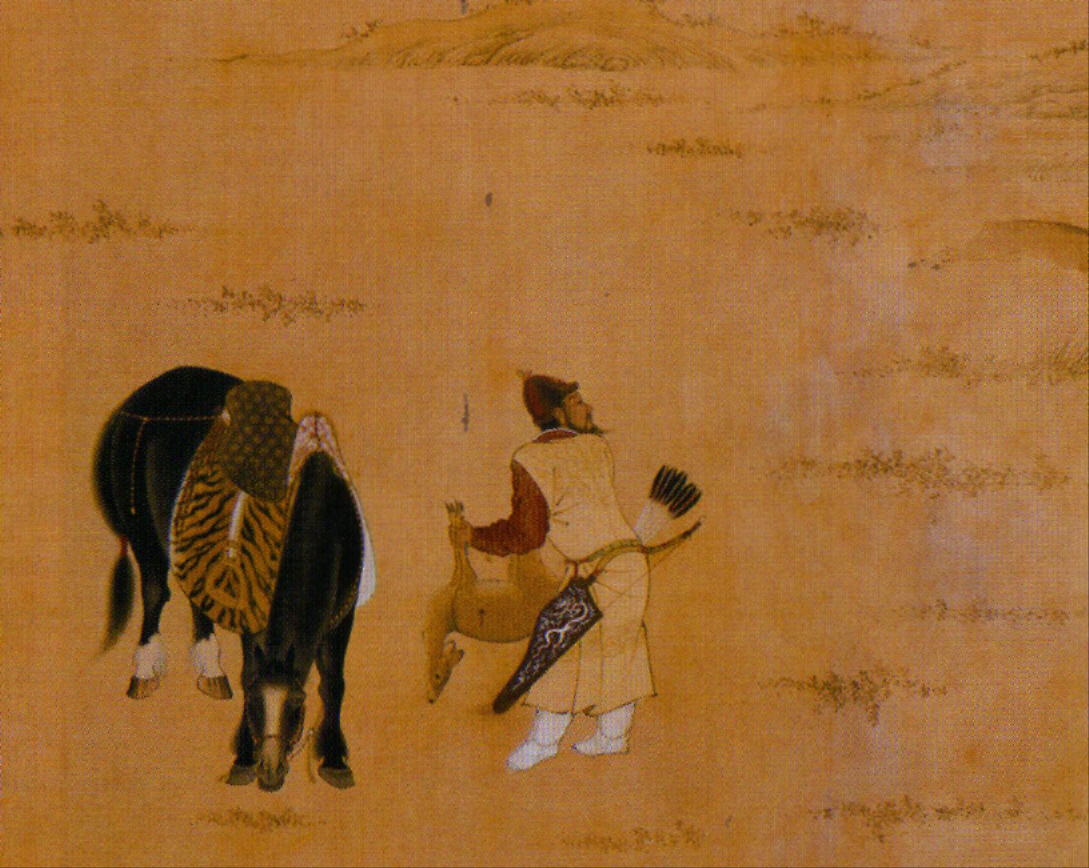
Tuyên Tông đi săn

## Qua đời
Năm 1435, ngày 31 tháng 1, Tuyên Đức Hoàng đế băng hà tại Càn Thanh cung, thọ 37 tuổi. Thời gian trị vì tuy ngắn, nhưng thời kỳ đó được coi là thời kỳ vàng son của nhà Minh. Hoàng thái tử Chu Kỳ Trấn lên kế vị, tức Minh Anh Tông. Do khi đó Thái tử còn nhỏ, Trương Thái hậu mẹ ông đứng ra làm Nhiếp chính.
Miếu hiệu của ông là Tuyên Tông (宣宗), thụy hiệu là Hiến Thiên Sùng Đạo Anh Minh Thần Thánh Khâm Văn Chiêu Vũ Khoan Nhân Thuần Hiếu Chương Hoàng đế (憲天崇道英明神聖欽文昭武寬仁純孝章皇帝), an táng tại Cảnh lăng (景陵).

## Sở thích

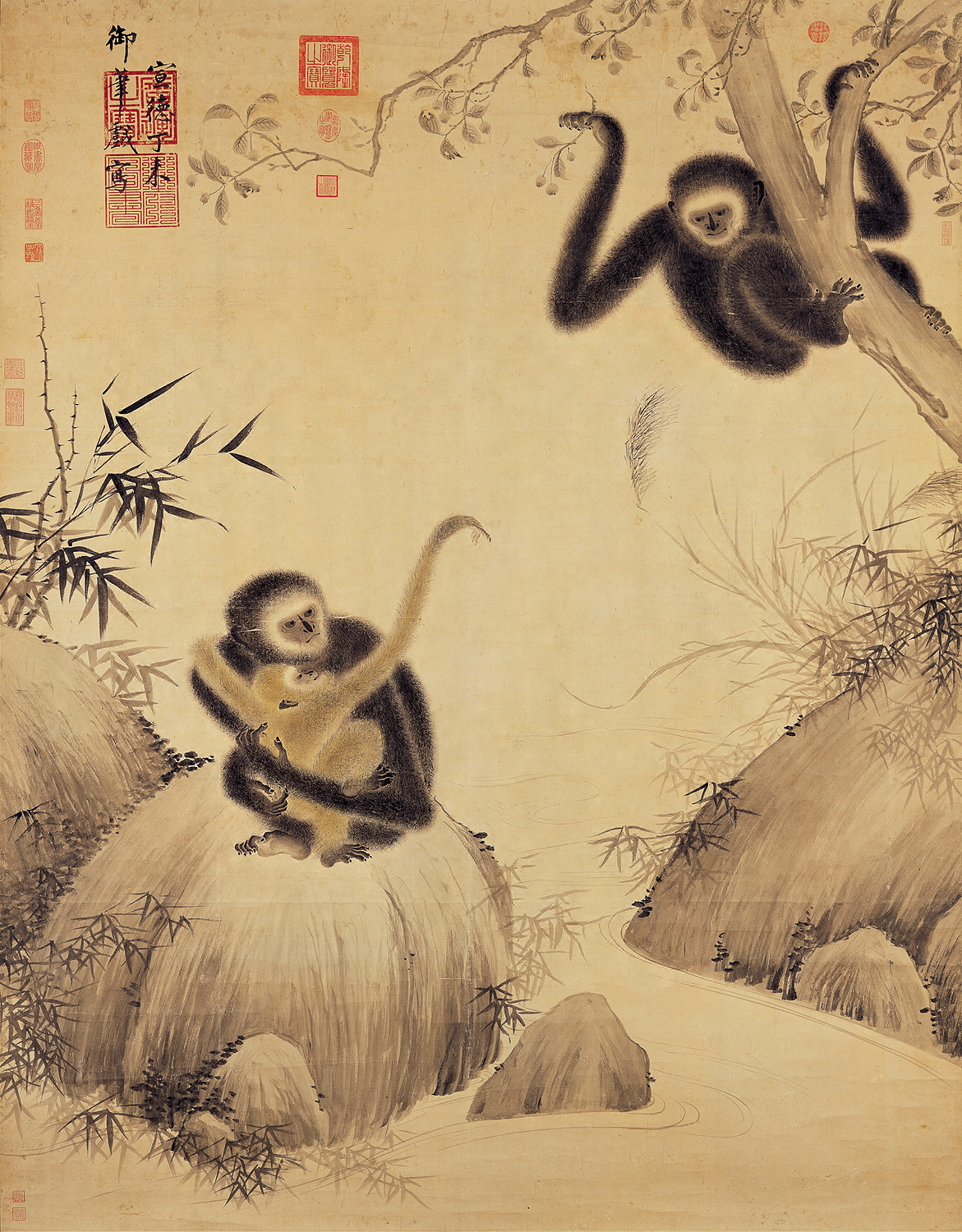
Giờ chơi của vượn, được vẽ bởi Minh Tuyên Tông (1427)

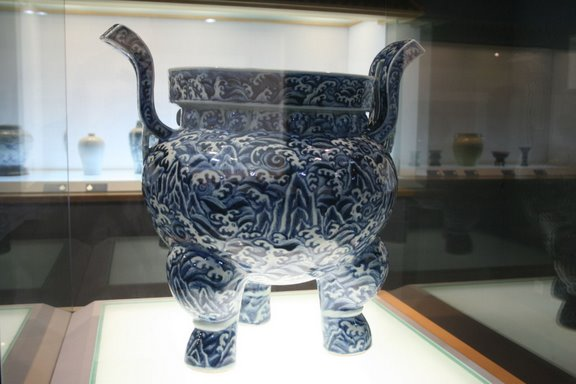
Sứ Đỉnh thời Tuyên Đức đế.

Tuyên Tông là Hoàng đế duy nhất của Minh triều có tài hội họa, đặc biệt, ông rất thích vẽ tranh về muông thú. Tuyên Tông rất yêu thích văn chương và nghệ thuật hội họa, công việc triều chính của ông thường đi cùng với thú vui thực hành thư pháp; ông thường ban thưởng những cận thần của mình bằng những tác phẩm thư họa do tự ông sáng tác. Những bức tranh phong cảnh, nhân vật, muông thú, hoa điểu, cỏ trùng đều là thế mạnh của vị vua này. Hầu như các tác phẩm đều lấy những hình tượng có ý nghĩa hàm ẩn trong đó như: hoa, chim, trúc v.v. Phong cách của ông chịu ảnh hưởng lớn bởi những bức tranh của văn nhân nhã sĩ các đời trước, chú trọng vào những đường nét cong và khí vận. Một số tác phẩm nghệ thuật của ông được lưu giữ trong Bảo tàng Cung điện Quốc gia và Bảo tàng Nghệ thuật Harvard. Robert D. Mowry, người phụ trách nghệ thuật Trung Quốc tại Bảo tàng Arthur M. Sackler, đã mô tả ông là "vị Hoàng đế duy nhất của nhà Minh đã thể hiện tài năng và sở thích nghệ thuật đích thực."
Nghệ thuật thư pháp của Minh Tuyên Tông được kế thừa và học hỏi rất nhiều từ Vương Hy Chi, Triệu Mạnh Phủ và một vài thư pháp gia nổi tiếng khác. Thư pháp của ông vô cùng mạnh mẽ khoáng đạt, dùng bút rất tự nhiên sảng khoái. Hậu nhân bình rằng “thư pháp xuất ra sáng sủa lộng lẫy, lại vừa tròn trịa, lấy sự chắc chắn làm điểm khởi đầu”. Đây là tác phẩm vào năm trị vì thứ 6 của vua Tuyên Đức, được ban tặng cho lang trung Trình Nam Vân; kết cấu của chữ rất gần với thư pháp của Triệu Mạnh Phủ, phản ánh khí thế cao thời đầu nhà Minh, nhưng vận bút hơi nhanh, khởi bút và thu bút không có nhiều điểm nhấn. Trình Nam Vân là quan từ thời Vĩnh Lạc, rất giỏi thư họa, nhất là chữ triện và chữ lệ. Trong “Tuyên Tông ngự chế thi tập” có ghi chép về việc Tuyên Đức năm thứ 7 tặng cho Trình Nam Vân cuốn “Thảo thư ca”, chứng tỏ Tuyên Đức vô cùng yêu mến Nam Vân.
Thời kỳ Tuyên Đức được xem là giai đoạn phát triển mạnh nhất của gốm sứ ở Trung Hoa.

## Gia đình
- Thân phụ: Nhân Tông Chiêu Hoàng đế Chu Cao Sí.
- Thân mẫu: Thành Hiếu Chiêu Hoàng hậu Trương thị (诚孝昭皇后 张氏, 1379 - 1442), con gái Trương Kỳ (张麒), có anh trai là Bành Thành bá Trương Sưởng (张昶), Đô đốc Trương Thăng (张昇).

### Hậu phi

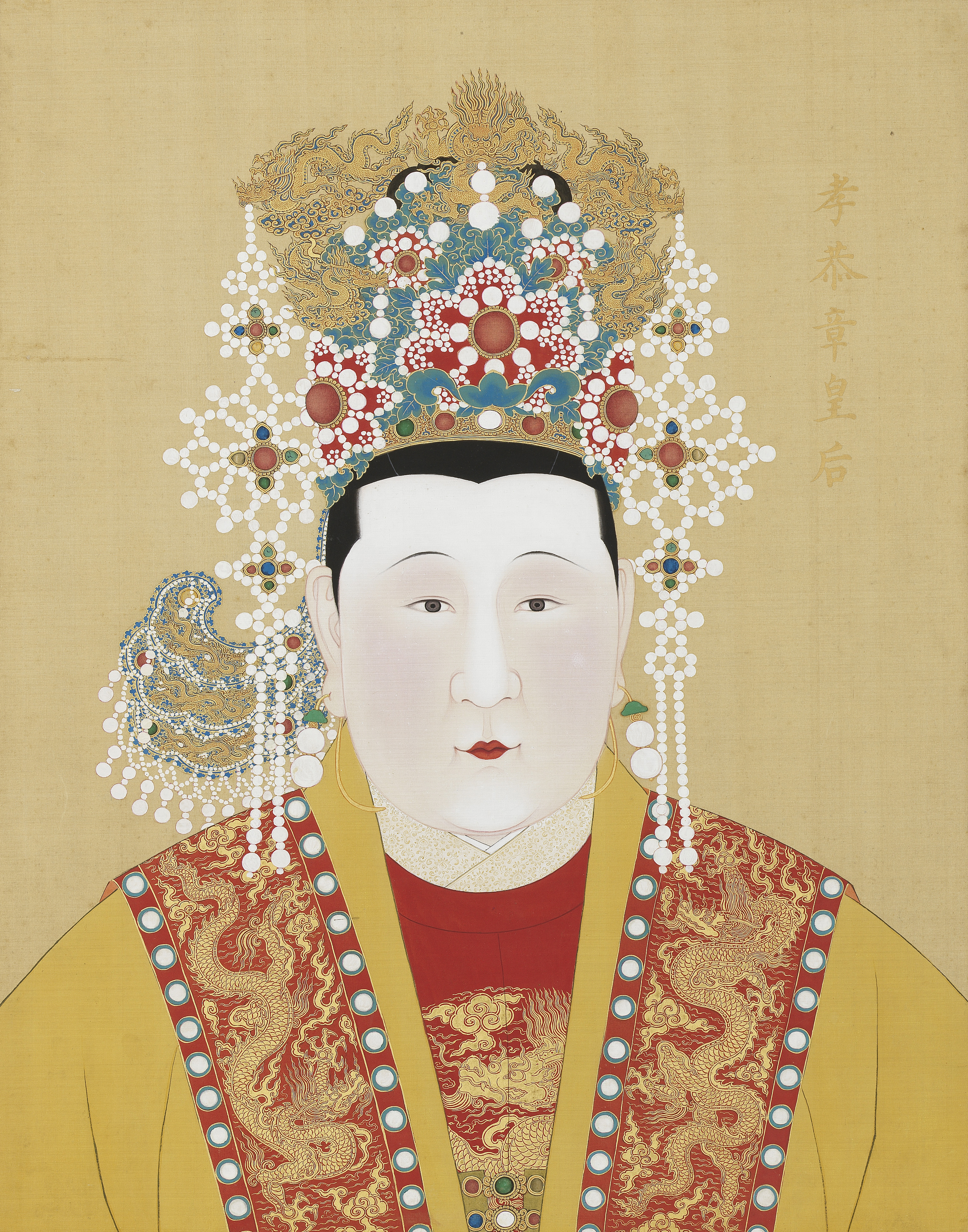
Hiếu Cung Chương Hoàng hậu Tôn thị

1. Cung Nhượng Chương Hoàng hậu (恭让章皇后, 1402 - 1443), tên là Hồ Thiện Tường (胡善祥), bị phế truất, sau Minh Anh Tông truy phong thụy hiệu.Hiếu Cung Chương Hoàng hậu Tôn thị
2. Hiếu Cung Chương Hoàng hậu Tôn thị (孝恭章皇后孫氏, 1399 - 1462), người Sơn Đông, trước phong vị Quý phi (貴妃), sau khi Hồ Hoàng hậu bị phế thì phong làm Hoàng hậu kế vị.
3. Vinh Tư Hiền phi Ngô thị (榮思賢妃吴氏, 1397 - 16 tháng 1, 1462), người Đan Đồ, sau nhà Nam Minh tôn làm Hiếu Dực Ôn Huệ Thục Thận Từ Nhân Khuông Thiên Tích Thánh Chương Hoàng hậu (孝翼溫惠淑慎慈仁匡天錫聖章皇后).
4. Quách tần (郭嫔), tên là Quách Ái (郭愛), Hiền nhi hữu văn (賢而有文), vào cung không lâu thì tảo mệnh. Người hiện đại thường nhầm lẫn bà là phi tần bị tuẫn táng.
5. Cung Thận Phu nhân (恭慎夫人, 1410 - 1483), tên là Hàn Quế Lan (韓桂蘭), người Triều Tiên, sơ phong Cung Thuận phu nhân (恭順夫人), sau cải Thuận (順) thành Thận (慎）. Bà là em gái của Khang Huệ Trang Thục Lệ phi Hàn thị, một trong những phi tần bị tuẫn táng của Minh Thành Tổ.
6. Đoan Tĩnh Quý phi Hà thị (端静贵妃何氏), tuẫn táng.
7. Thuần Tĩnh Hiền phi Triệu thị (纯静贤妃赵氏), tuẫn táng.
8. Trinh Thuận Huệ phi Ngô thị (贞顺惠妃吴氏), tuẫn táng.
9. Trang Tĩnh Thục phi Tiêu thị (莊静淑妃焦氏), tuẫn táng.
10. Trang Thuận Kính phi Tào thị (莊顺敬妃曹氏), tuẫn táng.
11. Trinh Huệ Thuận phi Từ thị (贞惠顺妃徐氏), tuẫn táng.
12. Cung Định Lệ phi Viên thị (恭定丽妃袁氏), tuẫn táng.
13. Trinh Tĩnh Thục phi Chư thị (贞静恭妃诸氏), tuẫn táng.
14. Cung Thuận Sung phi Lý thị (恭顺充妃李氏), tuẫn táng.
15. Túc Hi Thành phi Hà thị (肃僖成妃何氏), tuẫn táng.
16. Thục phi Lưu thị (淑妃劉氏).

### Hoàng tử
1. Hoàng trưởng tử Chu Kì Trấn [朱祁鎮], tức Anh Tông Duệ Hoàng đế (英宗睿皇帝), mẹ là Hiếu Cung Chương Hoàng hậu[2]
2. Hoàng thứ tử Chu Kì Ngọc [朱祁鈺], tức Đại Tông Cảnh Hoàng đế (代宗景皇帝), mẹ là Vinh Tư Hiền phi

### Hoàng nữ
1. Thuận Đức Công chúa (順德公主, 1420 - 1443), mẹ là Cung Nhượng Chương Hoàng hậu. Năm Chính Thống thứ 2 (1437), hạ giá lấy Thạch Cảnh (石璟)
2. Vĩnh Thanh Công chúa (永清公主, ? - 1433), mẹ là Cung Nhượng Chương Hoàng hậu, mất sớm trước khi xuất giá
3. Thường Đức Công chúa (常德公主, 1424 - 1470), mẹ là Hiếu Cung Chương Hoàng hậu. Năm Chính Thống thứ 5 (1440), hạ giá lấy Tiết Hoàn (薛桓)

## Phim ảnh
| Năm  | Phim                   | Diễn viên | Nhân vật     |
| 2019 | 《Đại Minh Phong Hoa》 | Chu Á Văn | Chu Chiêm Cơ |
| 2022 | Thượng Thực            | Hứa Khải  | Chu Chiêm Cơ |

## Hình ảnh

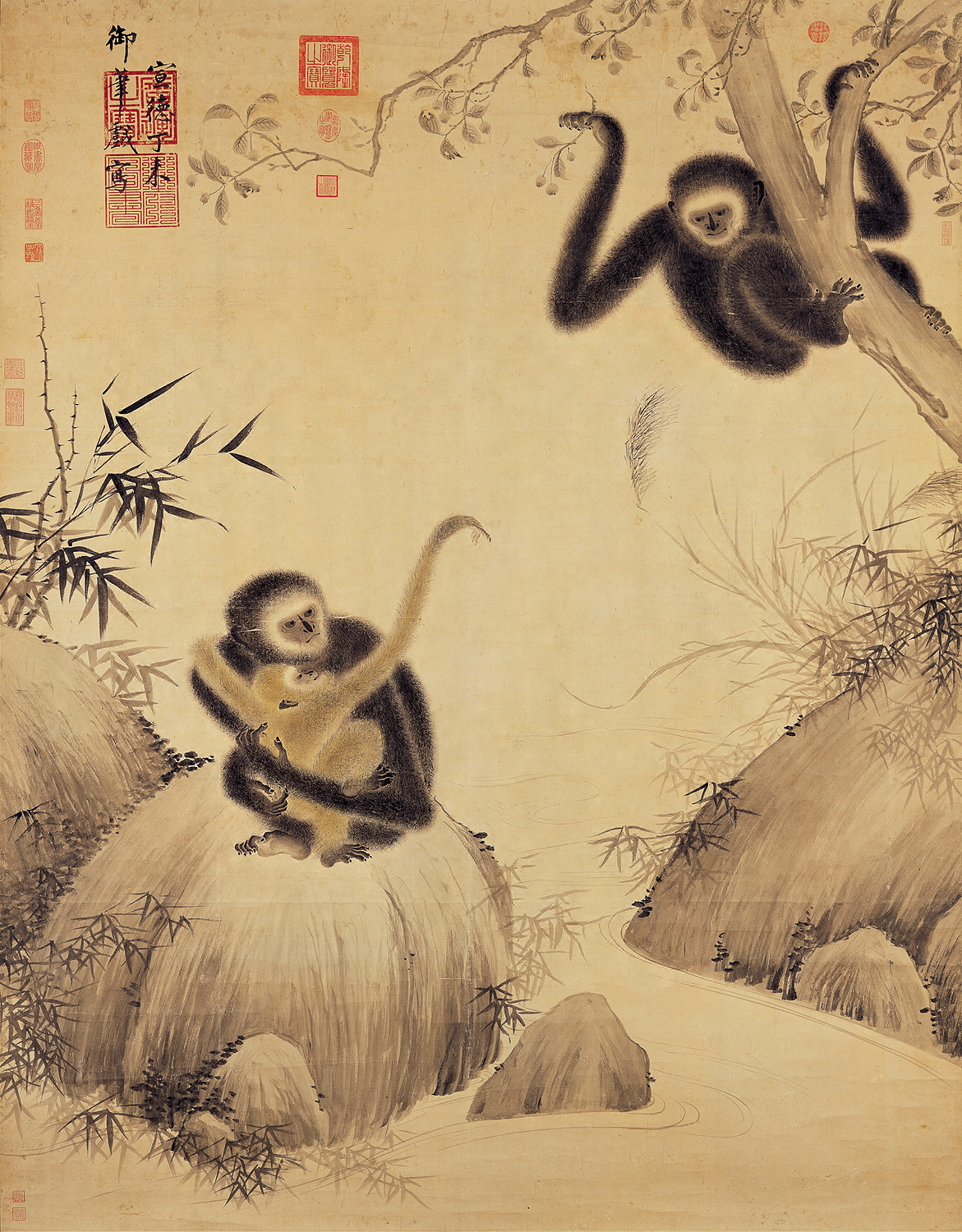
"Huy viên đồ" do chính Tuyên Tông vẽ năm 1427, mô tả cảnh vui đùa của bầy vượn
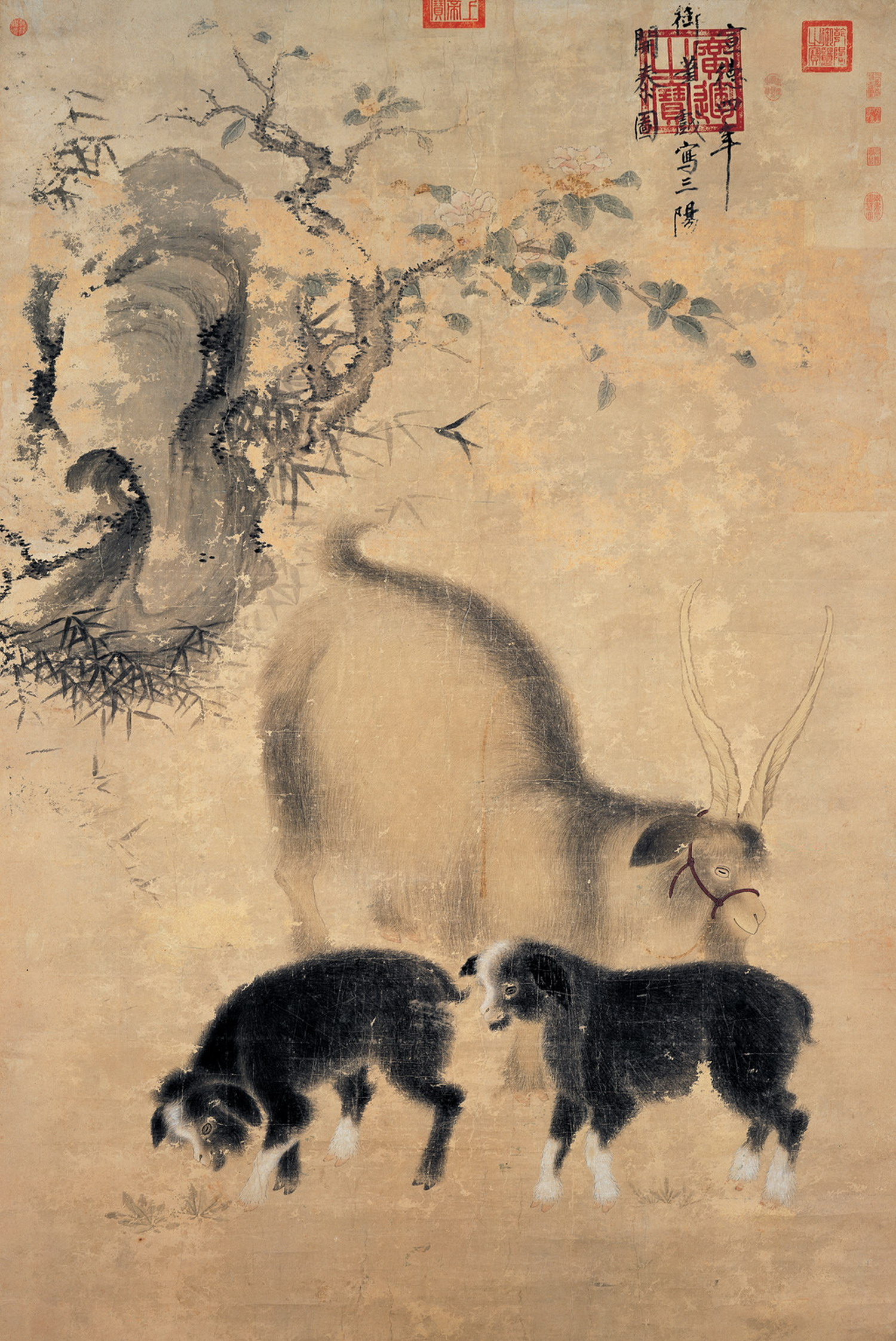
"Tam dương khai thái", một tác phẩm khác của Tuyên Tông
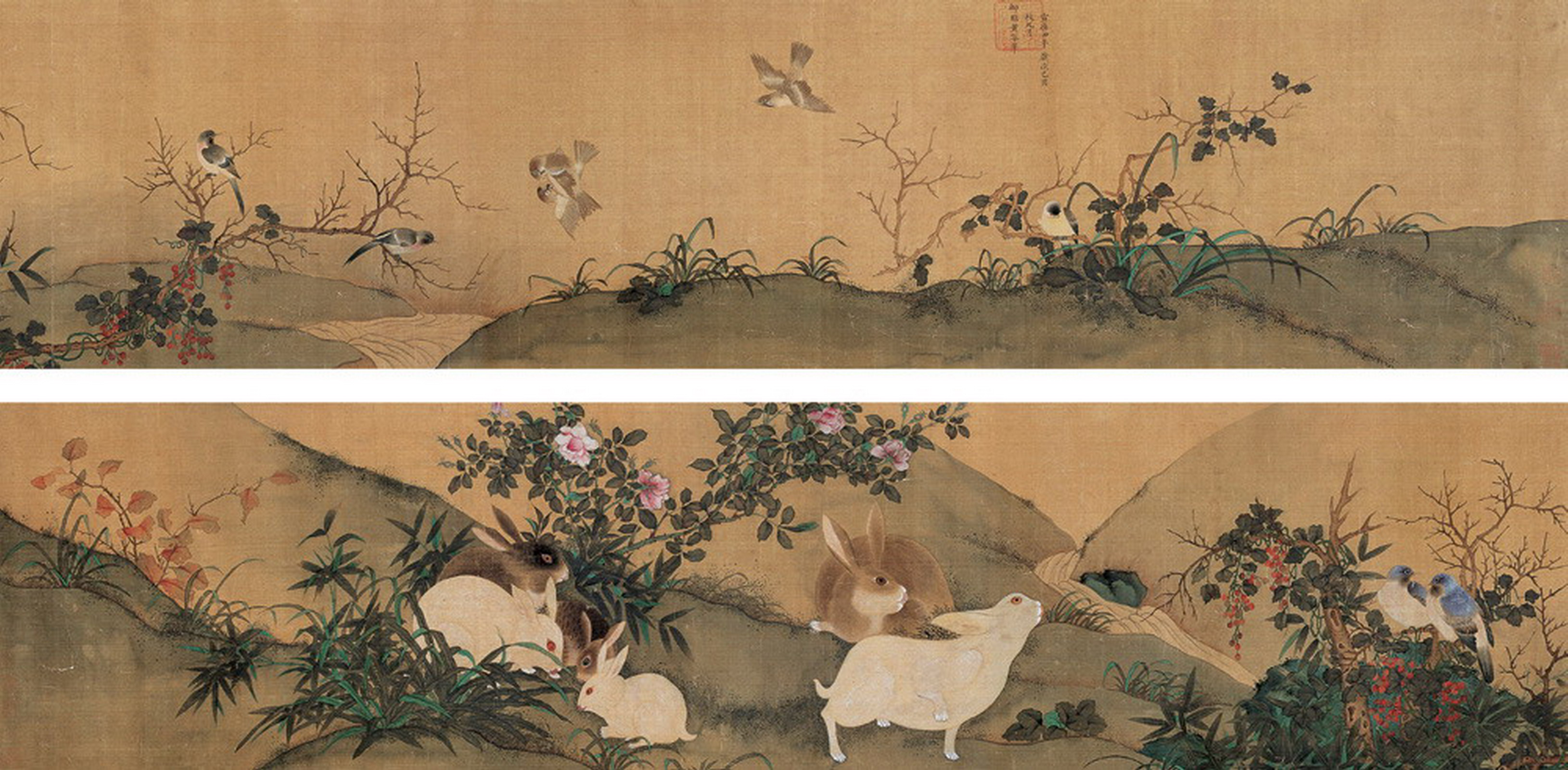
"Ngự lâm hoàng thuyên hoa điểu"